# 隠居岳
隠居岳（かくいだけ）は、長崎県佐世保市にある山。標高669.8m。別称西ノ岳（にしのたけ、にしんたけ）。

## 概要
北松浦半島中央部の国見山を主峰とする国見山系の南端部にあり、玄武岩の溶岩台地が長い年月の間に浸食されて現在の山容となった。山の名は平家の落人が山中に隠れ住んだとの伝説による。国見山から九州自然歩道が当山を通っており、中腹の自然歩道沿いに隠居岳ウォーカーズパークが佐世保市により整備されている。